# Gedo, Somalia

regionen i klarrött

Gedo (även somaliska:Gedo, arabiska: جوبا الوسطى) är en administrativ region i sydvästra Somalia som historiskt varit en del av Övre Juba-regionen. Regionens huvudstad är Garbahaarreey. Gedo-regionen gränsar till Ogaden i Etiopien, Nordöstra provinsen i Kenya men också de andra regionerna i Somalia såsom Bakool, Bay, Jubbada Dhexe (Mellersta Juba) och Jubbada Hoose (Undre Juba) längre ner i öst. Jubafloden är en viktig flod i regionen.
I Gedo är majoriteten från den somaliska klanen Rahaweyn  vilken är en underklan till huvudklanen digil iyo mirifle .